# 如果爱 (电视节目)
《如果爱》，共4季，是中国湖北卫视于2014年5月至2017年12月推出的国内第一档明星恋爱真人秀节目，该节目与韩国CJ E&M公司共同制作，6位亚洲单身男女明星通过节目相知相恋，体验真正恋人生活。而第4季推出《如果愛•為愛同行》，將推出公益幫扶主題，轉向為人間“大愛”，以大情懷和正能量為主導傳遞真善美，敘述多個不同主題的中國關愛故事。

## 基本简介
- 首播时间：2014年5月25日为周三19:40播出，之后将调到每周六19:40播出
- 节目主持：吉杰（中国）、尼坤（泰国）
- 拍摄地点：三亚、北京、台北、香港、新加坡、巴厘岛、首尔、济州、曼谷、普吉、成都、上海 、澳門、蘇梅島

## 嘉宾介绍

### 第1季
| 序号 | 艺人嘉宾 | 生日          | 籍贯                     | 职业     | 代表作                 |
| ---- | -------- | ------------- | ------------------------ | -------- | ---------------------- |
| 1    | 柳岩     | 1980年11月8日 | 中国湖南省衡阳市         | 全能艺人 | 《咱们结婚吧》         |
| 2    | 王霏霏   | 1987年4月27日 | 中国海南省海口市         | 全能艺人 | 韩国miss A组合中国成员 |
| 3    | 张俪     | 1984年6月8日  | 中国广西壮族自治区桂林市 | 演员     | 《北京青年》           |
| 4    | 孙坚     | 1983年5月23日 | 中国陕西省西安市         | 演员     | 《宫锁珠帘》           |
| 5    | 王阳明   | 1982年11月2日 | 台湾台北市               | 演员     | 《我可能不会爱你》     |
| 6    | 黄灿盛   | 1990年2月11日 | 韩国首尔市               | 歌手     | 韩国2PM组合成员        |

### 第2季
| 序号 | 艺人嘉宾 | 生日           | 籍贯                   | 职业     | 代表作             |
| ---- | -------- | -------------- | ---------------------- | -------- | ------------------ |
| 1    | 范世琦   | 1992年3月23日  | 中國吉林省白城市洮北區 | 全能藝人 | 《不一樣的美男子》 |
| 2    | 张檬     | 1988年12月29日 | 中國河南省郑州市中原区 | 全能藝人 | 《倚天屠龙记》     |
| 3    | 张伦硕   | 1982年7月12日  | 中國山東省青島市       | 全能藝人 | 《美乐加油》       |
| 4    | 钟丽缇   | 1970年9月19日  | 加拿大蒙特婁           | 演員     | 《破壞之王》       |
| 5    | 李光洙   | 1985年7月14日  | 韓國京畿道南楊州市     | 演員     | 《Running Man》    |
| 6    | 熊黛林   | 1980年10月10日 | 中國貴州省             | 演員     | 《葉問》           |

### 第3季
| 序号 | 艺人嘉宾 | 生日           | 籍贯             | 职业     | 代表作                   |
| ---- | -------- | -------------- | ---------------- | -------- | ------------------------ |
| 1    | 金希澈   | 1983年7月10日  | 韩国江原道横城郡 | 全能藝人 | 韩国Super Junior组合成员 |
| 2    | 李菲儿   | 1987年10月3日  | 中國遼寧省       | 全能藝人 | 《鹿鼎記》               |
| 3    | 付辛博   | 1987年3月5日   | 中国陕西省西安市 | 全能藝人 | BOBO组合成员             |
| 4    | 颖儿     | 1988年12月12日 | 中国湖南省常德市 | 演員     | 《千山暮雪》             |
| 5    | 张伦硕   | 1982年7月12日  | 中國山東省青島市 | 全能藝人 | 《美乐加油》             |
| 6    | 钟丽缇   | 1970年9月19日  | 加拿大蒙特婁     | 演員     | 《破壞之王》             |

### 第4季
| 序号 | 艺人嘉宾 | 生日           | 籍贯                     | 职业     | 代表作            |
| ---- | -------- | -------------- | ------------------------ | -------- | ----------------- |
| 1    | 劉憲華   | 1989年10月11日 | 加拿大 安大略省多倫多    | 全能藝人 | 《 真正的男人》   |
| 2    | 陳都靈   | 1993年10月18日 | 中國福建省               | 全能藝人 | 《 左耳》         |
| 3    | 李茂     | 1986年6月2日   | 中国 安徽省 合肥市       | 全能藝人 | 《 一克拉的夢想》 |
| 4    | 弦子     | 1986年4月22日  | 中国廣西壯族自治區百色市 | 全能藝人 | 《 深瞳》         |

## 第1季节目内容

### 第一集
- 播出时间：2014年5月25日 周三19:40
- 播出地点：海南省三亚市
- 本期看点：6位明星首次见面，进行3个环节PK[1]
  - 第一环节“暗送信物”，王阳明和柳岩获得礼物最多，遵从女士优先原则柳岩获得挑选男嘉宾约会机会，她挑选黄灿盛[2]进行10分钟约会时间；
  - 第二环节“才艺比拼”，张俪以一曲《我要我们在一起》秒杀全场男嘉宾获得优胜挑选男嘉宾参加下一环节比拼；
  - 第三环节“海滩竞技”，张俪VS黄灿盛，柳岩VS孙坚，王阳明VS王霏霏一组咱开沙滩抢帽子比赛，最终张俪VS黄灿盛组获胜获得最后的10分钟两人独处约会时间。

### 第二集
- 播出时间：2014年6月1日 周日 19:30
- 播出地点：海南省三亚市
- 本期看点：王阳明约会张俪，暖男变身大骗子；柳岩约会黄灿盛，泳池湿身谈情说爱；孙坚约会王霏霏，甜蜜登船同吃芒果[3]。

### 第三集
- 播出时间：2014年6月8日 周日 19:30
- 播出地点：韩国首尔、北京
- 本期看点：柳岩奔赴韩国探班灿盛，在韩国南山跳广场舞进行跨国约会；王阳明和张俪在北京大秀恩爱，给未来写情书[4]。

### 第四集
- 播出时间：2014年6月15日 周日 19:30
- 播出地点：韩国首尔、陕西西安
- 本期看点：柳岩学习做韩国泡菜，灿盛对话柳岩妈妈；霏霏探班孙坚拍戏，浪漫出游。[5]

### 第五集
- 播出时间：2014年6月22日 周日 19:30
- 播出地点：韩国首尔、陕西西安
- 本期看点：灿盛跪地告白柳岩当场感动，王阳明遇到张俪前男友尴尬吃醋[6]。

## 第2季节目内容

### 第一集
- 播出時間：2015年7月2日 周四 21:15
- 錄製地點：海南省三亞市 (金茂三亞亞龍灣麗思卡爾頓酒店)
- 本期看點：熊黛林李光洙高海拔情侣 钟丽缇心无所属放弃选择

第一階段:
- 面試任務:選擇相同顏色雞尾酒成為搭档  共同完成任務取得戀愛邀請卷 前往面試地點
- 愛情面試:自我介紹 才藝表演

第二階段:進行配對遊戲                      
- Round1 愛情保衛戰:投球遊戲 男生在水裡將同顏色的球投入女生拿的桶子裡 球數最多獲勝
- Round2 最佳情侶照:按照圖版難易度拍出情侶照 獲得最高分情侶獲勝
- Round3 擁抱海綿寶寶:男生穿海綿服跳入水池中吸滿水後 情侶合作將水擠出 女生和主持人剪刀石頭布 贏了可將水倒入量桶中 水最多獲勝

第三階段:自由配對:打電話給心儀對象 電話接通即為最終配對

### 第二集
- 播出時間：2015年7月9日 周四 21:15
- 錄製地點：海南省三亞市 (亞龍灣玫瑰谷、椰子島、千古情)
- 本期看點：李光洙熊黛林“荒岛求生” 单亲妈妈钟丽缇回头求爱

### 第三集
- 播出時間：2015年7月16日 周四 21:15
- 播出地點：
- 本期看點：张伦硕经历麻辣“面试” 范世琦探班“宣誓主权”

### 第四集
- 播出時間：2015年7月23日 周四 21:15
- 播出地點：
- 本期看點：“火山岩”助力李光洙 范世琦巧妙求婚张檬

### 第五集
- 播出時間：2015年7月30日 周四 21:15
- 播出地點：
- 本期看點：光临CP重温冬季恋歌 蒙奇奇组合大放催泪弹

### 第六集
- 播出時間：2015年8月6日 周四 21:15
- 播出地點：
- 本期看點：张檬范世錡亲密互动 李光洙香港遇考验

### 第七集
- 播出時間：2015年8月13日 周四 21:15
- 播出地點：
- 本期看點：张檬范世琦动情亲吻 光洙黛林迪士尼浪漫约会

### 第八集
- 播出時間：2015年8月20日 周四 21:15
- 播出地點：
- 本期看點：光洙黛林放闪秀恩爱 伦硕嫌弃脚踩果汁

### 第九集
- 播出時間：2015年8月27日 周四 21:15
- 播出地點：
- 本期看點：吻上了！熊黛林热吻李光洙